# Ubik
Ubik – powieść science fiction autorstwa Philipa K. Dicka. Pierwszy raz wydana w 1969 roku. Książka znalazła się na liście 100 najlepszych powieści anglojęzycznych, opublikowanych od 1923 roku, według magazynu „Time”. W Polsce powieść ukazała się w 1975 roku, nakładem Wydawnictwa Literackiego w ramach serii „Stanisław Lem poleca”, w tłumaczeniu Michała Ronikiera i z posłowiem Stanisława Lema.

## Opis fabuły
Akcja powieści dzieje się w Federacji Północnoamerykańskiej, w futurystycznej wersji roku 1992, gdzie technika jest tak zaawansowana, że pozwala cywilom latać na Księżyc, a zdolności psioniczne są powszechnie uważane za realne.  Protagonista, Joe Chip pracuje dla korporacji Glena Runcitera, zatrudniającej ludzi ze zdolnościami do blokowania pewnych paranormalnych mocy (np. antytelepatów, którzy potrafią powstrzymać telepatę przed czytaniem umysłu klienta). Mimo wysokiej pensji i dobrej pozycji w firmie (decyduje o zatrudnianiu nowych inercjałów) jest zadłużony i nieszczęśliwy.
Runciter prowadzi korporację wraz ze zmarłą żoną Ellą, utrzymywaną w stanie półżycia, pozwalającym na ograniczoną komunikację ze światem.
Gdy magnat biznesowy Stanton Mick wynajmuje firmę Runcitera do ochrony jego obiektów na Księżycu przed psionikami z największej na świecie agencji Raya Hollisa, Runciter przydziela do tego zadania wszystkich dostępnych pracowników, włącznie z nowo zatrudnioną przez Joego Pat Conley, tajemniczą młodą kobietą posiadającą niezwykłą zdolność do zmieniania przeszłości. 
Gdy Runciter i Chip wraz z inercjałami docierają do księżycowej bazy Micka, orientują się, że zlecenie jest pułapką, prawdopodobnie zastawioną przez Hollisa. W wybuchu ginie Runciter. Grupa pośpiesznie wraca na Ziemię, aby umieścić go w moratorium (zakładzie przechowującym półżywych ludzi).
Grupa zaczyna doświadczać dziwnych zmian w sposobie upływania czasu: rzeczy takie jak mleko czy papierosy zaczynają bardzo szybko się psuć, wytwory techniki przybierają dawniejsze formy (nowoczesny samochód staje się automobilem z lat dwudziestych). Na monetach i w telewizorze pojawia się twarz Runcitera. Wiadomości, jakie wysyła sugerują, że to Runciter przeżył, a pozostali członkowie grupy leżą w moratorium. Osoby, które odłączają się od pozostałych zostają znalezione martwe, w stanie niemal całkowitego rozkładu.
Otaczająca bohaterów rzeczywistość stopniowo cofa się w czasie aż do roku 1939.
Joe otrzymuje anonimowo paczkę z Ubikiem – środkiem chroniącym przed cofaniem się w czasie. Ostatecznie Joe Chip dowiaduje się, że Runciter jako jedyny przetrwał eksplozję na Księżycu, a jego wiadomości są rezultatem prób nawiązania kontaktu z półżywymi pracownikami. Cofający się świat, w którym się znajdują, jest wytworem Jory'ego Millera, półżywego, który odbiera siłę życiową innym, aby przedłużyć swoją własną egzystencję (czas półżycia jest ograniczony). Spośród bohaterów tylko Joe Chip, dzięki pomocy Elli Runciter i przysłanemu przez nią Ubikowi, pozostaje półżywy. Ella, która wkrótce reinkarnuje, prosi go, żeby zajął jej miejsce, jako doradca Glena i obrońca pozostałych półżywych.
Glen Runciter znajduje kilka monet z twarzą Joe Chipa i uznaje, że to „dopiero początek”.

## Interpretacja
Podczas gdy dezorientacja między realnością i nierealnością, jeszcze przyciemniona przez percepcję głównych charakterów, jest typowa dla prac Dicka, w Ubiku owa trudność manifestuje się jeszcze w jeden sposób. Wziąwszy pod uwagę przesłanki stanu pół-życia (termin odnosi się do radioaktywnych form pół-życia, w której częściowo martwa osoba powoli umiera i ostatecznie jest martwa), jedna część dla rozwiązania układanki leży w ustaleniu fałszywej rzeczywistości umarłej osoby za pomocą realnej percepcji tych, którzy ciągle żyją. To staje się jeszcze bardziej skomplikowane z powodu Pat Conley, której zdolność do zmiany przeszłości (a więc i teraźniejszości) może powodować zmiany rzeczywistości. Ingerencja zjawisk paranormalnych potęguje jeszcze dezorientację. Historia prezentuje stresujące przesunięcia między rzeczywistościami i linami czasu, tak że czytelnik nie jest nigdy pewien co jest prawdziwe, a co tylko iluzją.
Innym zagadnieniem jest przeciwstawność między podwójnymi siłami rozkładu (regresji doświadczanej przez bohaterów) i odbudowy (Ubik, który odwraca rozkład).  Ważne jest również sprawdzenie co tak naprawdę ów rozkład oznacza i czy myśli i idee są na niego odporne.
Ubik ukazuje kilka typów charakterów typowych dla fikcji Dicka. Chip jako sponiewierany protagonista klasy robotniczej, Conley jako ciemnowłosa, czarująca, nieprzystępna, możliwie szalona, sadystyczna i wyposażona w nadzwyczajne moce kobieta,  Runciter jako cyniczny ale rodzinny stary człowiek, który cieszy się pozycją wielkiej władzy na samym szczycie społecznej hierarchii (podobnie do Leo Bulero z Trzech stygmatów Palmera Eldritcha oraz do Felixa Buckmana z Płyńcie łzy moje, rzekł policjant). Te typy charakterów są prawie uniwersalne dla prac Dicka, podążają one także za podobnymi rolami i wzorami: sponiewierany protagonista nie zgadza się z obszerną i skomplikowaną sekwencją zdarzeń, nie manifestujących się specyficznie przeciw niemu, lecz w ciąg których  zostaje on niechcący wplątany.  Jest on dalej wspierany, zdezorientowany oraz złośliwie skrzywdzony przez ciemnowłosą kobietę, następnie otrzymuje pośrednio pomoc od ojcowskiego staruszka (którego ostrzeżenia są często spóźnione lub nieuwzględniane) i stawia czoło reprezentantom konspiracji zła, które jest tajemnicze, potężne, dobrze poinformowane,  i mniej lub więcej niezaprzeczalne, pozostawiające protagonistę z małym bądź słodko – gorzkim sukcesem. Generalnie dostępne są liczne wyjaśnienia natury zdarzeń, zakończeń fabuły i tożsamości zła, zwłaszcza gdy użycie narkotyków lub komplikacje paranormalne zacierają linie rzeczywistości. Narrator udziela się w perspektywie charakterów, więc rewelacje, czy doświadczenie jest spowodowane narkotykami, iluzjami lub zdarzeniami bona fide, pozostają dla czytelnika niejasne.  Ostatecznie  jest on pozostawiony z domysłami co właściwie zdarzyło się w świecie prawdziwym historii, z kilkoma wskazówkami, tak jak i osoba zrehabilitowana z nadmiernego zażywania narkotyków może spojrzeć wstecz, na kilka wcześniejszych miesięcy jej życia i zastanawiać się co jest rzeczywiste, co źle zinterpretowane, a co fałszywe.
Powieść uważana za najdoskonalszą, a zarazem najtrudniejszą z utworów Philipa Dicka, opowiada o alternatywnej rzeczywistości, w której pojęcie przyszłości jest pozbawione swojego pierwotnego znaczenia – organizacje zrzeszające jasnowidzów, telepatów i innych, posiadających zdolności psioniczne postaci, oferują swoje usługi każdemu, kto jest za nie w stanie zapłacić. Niwelowaniem wpływów oddziaływań tych organizacji zajmują się firmy takie jak Korporacja Runcitera. Runciter wydaje na siebie wyrok, przyjmując otrzymaną pewnego dnia nęcącą propozycję. Od tej pory nikt z jego kilkunastoosobowej grupy nie wie, co należy do rzeczywistości, a co jest złudzeniem.

Wewnątrz świata rażonego obłędem, w którym konwulsjom podlega nawet chronologia zajść, normalność zachowują już tylko ludzie. Dick poddaje ich więc ciśnieniu przeraźliwej próby i w jego fantastycznym eksperymencie niefantastyczna pozostaje tylko psychologia bohaterów. (...) Jest to świat, w którym filozofia schodzi niejako na ulicę

## Literackie aluzje
Termin Ubik pochodzi z łacińskiego słowa ubique, co znaczy „wszędzie” i jest źródłem dla słowa w języku angielskim ubiquitous (wszechobecny), czyli będący albo zdający się być wszędzie w tym samym czasie. Może to być postrzegane ironicznie, biorąc pod uwagę, że Ubik to rzadka i wysoce pożądana substancja w powieści, ale może to również wskazywać, że Ubik to forma życiowej siły.
Ubik odnosi się także do platońskiej idei formy, wielkiego absolutu, który definiuje esencje wszystkich rzeczy. Gdy świat zaczyna się pozornie uwsteczniać w czasie, a wraz z nim wszystkie jego obiekty (tak jak zestawy telewizyjne, lodówki i pojazdy), czas ten staje się okresową wersją tego obiektu, tak Chip zauważa, że każdy zbliża się do pierwotnej, najprostszej formy. 
Nazwisko Joe Chip ma takie same inicjały jak Jezus Chrystus. Można wysuwać paralele do postaci Jezusa (który tymczasowo umiera, a następnie zmartwychwstaje), Runcitera można postrzegać jako odniesienie do Boga Ojca, a Ubika do Ducha Świętego. Jednak te i inne aluzje do chrześcijaństwa nie są w żadnym razie bezpośrednie i lepiej jest badać metafory religijne Ubika w kontekście ważniejszego duchowego i metafizycznego  widzenia świata przez Dicka, niż traktować powieść jako łatwo wytłumaczalną religijną historię.
Ubik jest definiowany na początku ostatniego rozdziału książki następująco:

Ja jestem Ubik. Zanim świat był, jam jest. Stworzyłem słońca. Stworzyłem światy. Stworzyłem istoty żywe i miejsca przez nie zamieszkiwane; umieszczam je to tu, to tam. Idą, gdzie im każę, robią, co im polecę. Jestem słowem i nigdy nie bywa wypowiedziane moje imię – imię, którego nikt nie zna. Nazywają mnie Ubik, ale to nie jest moje imię. Ja jestem. Ja będę zawsze.

## List w sprawie Stanisława Lema
W latach 70. powieść została wydana w cyklu "Stanisław Lem poleca". Była to seria Wydawnictwa Literackiego w Krakowie, zawierająca tytuły polecone przez patrona serii, Stanisława Lema. Dick otrzymał za nią honorarium w złotówkach, których nie miał jak wydać. Amerykański pisarz zaczął podejrzewać Lema o oszustwo. We wrześniu 1974 roku Dick wysłał list do FBI, w którym zasugerował, że Lem nie jest prawdziwą osobą, a "komunistyczną komórką" mającą za zadanie infiltrację środowiska science fiction.

## Literatura
- Fitting, Peter, (1975) „Ubik and the Deconstruction of Bourgeois SF”, Science-Fiction Studies # 5, 2:1, pp. 47-54.
- Lem, Stanislaw, (1975) „Science and Reality in Philip K. Dick’s Ubik”, A Multitude of Visions, ed. Cy Chauvin, Baltimore; T-K Graphics, pp. 35-9.
- Pagetti, Carlo, (2003) „Ubik uno e trino” [afterword], Philip K. Dick, Ubik, Roma: Fanucci, pp. 253-66.
- Proietti, Salvatore, (2006) „Vuoti di potere e resistenza umana: Dick, Ubik e l'epica americana”, Trasmigrazioni: I mondi di Philip K. Dick, eds. Valerio Massimo De Angelis and Umberto Rossi, Firenze: Le Monnier, pp. 204-16.